# Славне (Вознесенський район)
Сла́вне (до 2024 року — Уральське) — село в Україні, в Єланецькій селищній громаді Вознесенського району Миколаївської області. Населення становить 300 осіб. До 2020 року орган місцевого самоврядування — Калинівська сільська рада.

## Назва
19 вересня 2024 року Верховна Рада підтримала перейменування села Уральське на Славне. 26 вересня 2024 року перейменування набуло чинності.

## Населення

### Мова
Розподіл населення за рідною мовою за даними перепису 2001 року:
| Мова       | Кількість | Відсоток |
| ---------- | --------- | -------- |
| українська | 272       | 90.67%   |
| російська  | 20        | 6.67%    |
| румунська  | 6         | 2.00%    |
| білоруська | 1         | 0.33%    |
| гагаузька  | 1         | 0.33%    |
| Усього     | 300       | 100%     |